# Ricard Opisso
Ricard Opisso i Sala (Tarragona, 20 de novembro de 1880- Barcelona, 21 de maio de 1966) foi um pintor, desenhador e cartunista espanhol.
Nascido em Tarragona, a sua família mudou-se para Barcelona quando Opisso tinha dois anos. Na Barcelona modernista de finais do século XIX, Opisso trabalhou como ajudante de Antoni Gaudí nas obras do Templo Expiatório da Sagrada Família desde 1892. Depois esteve vinculado ao grupo Els Quatre Gats, juntamente com Ramón Casas, Manuel Hugué, Isidre Nonell e Pablo Picasso, entre outros.
Trabalhou como ilustrador em publicações como ¡Cu-cut! desde 1903) e L'Esquella de la Torratxa (a partir de 1912), assinando desenhos orientados para a sátira política, que graficamente estão relacionados com a art nouveau. Por causa da ditadura de Miguel Primo de Rivera, Opisso abandonou a sátira política e os seus desenhos aproximam-se da temática de costumes, especializando-se em cenas populares . As obras desta época caracterizam-se por presentar multidões em cenários populares barceloneses. Desta época datam os seus mais conhecidos trabalhos para arevista de banda desenhada TBO (na qual tinha começado a colaborar em 1919), onde se especializou na realização de capas.
No pós-guerra, a obra pictórica de Opisso triunfou nas galerias de Barcelona. Em 1953 recebeu o reconhecimento da sua cidade natal na IV Feira de Arte de Tarragona.
Colaborou com outras publicações, como En Patufet, Chicos etc. Têm-se realizado diversas exposições da sua obra.